# Fläckebo och Hassmyra
I bebyggelserna Fläckebo och Hassmyra i Fläckebo socken i Sala kommun finns en av SCB avgränsad småort. Småorten har koden S6271 och betecknades till 2010 Hassmyra. Den omfattar bebyggelse i kyrkbyn Fläckebo och i området Hassmyra som ligger öster om kyrkan.

## Fotnoter
1. 1 2  Statistiska småorter 2023, befolkning, landareal, befolkningstäthet per småort, SCB, 28 november 2024, läs online.[källa från Wikidata]
2. ↑  Småorternas landareal, folkmängd och invånare per km² 2005 och 2010, korrigerad 2012-10-15, SCB, 15 oktober 2012, läs online, läst: 9 juli 2016.[källa från Wikidata]
3. ↑  Kodnyckel för SCB:s statistiska tätorter och småorter - Koppling mellan gammalt och nytt kodsystem, SCB, 11 november 2021, läs online.[källa från Wikidata]
4. ↑  ”Sökorden "Fläckebo" och "Hassmyra"”. Kartsök och ortnamn. Lantmäteriet. https://kso.etjanster.lantmateriet.se/. Läst 10 februari 2018.